# Hermann Schaper
Hermann Schaper (12 août 1911 - décédé après 2002) est un commissaire de la Police criminelle du Troisième Reich et SS-Hauptsturmführer pendant la Seconde Guerre mondiale.
Il est l'un des acteurs majeurs de l'Holocauste perpétrés par les Einsatzgruppen en Pologne et en Union soviétique. Après la guerre, il fut condamné pour ses nombreux crimes de guerre commis sur le Front de l'Est.

## Carrière
Schaper rejoint la SS et est promu successivement SS-Untersturmführer le 20 avril 1935 et SS-Obersturmführer le 20 avril 1937. Avant l'invasion de la Pologne en 1939, Schaper travaille dans les principaux bureaux du SD de l'Allemagne nazie. Pendant l'occupation allemande de la Pologne, Schaper fut commandant du Kommando SS Zichenau-Schröttersburg — un Einsatzgruppe nazi, l'une des cinq formations de ce type créées dans l'est de la Pologne et composé de 500 à 1 000 fonctionnaires des SS et de la Gestapo. Schaper opérait dans le district de Płock, administré par le comte von der Groeben. Son supérieur était un chef de la Gestapo basé à Ciechanów.
L'escadron de la mort de Schaper a été déployé dans le nouveau district de Bialystok peu après l'invasion allemande de l'Union soviétique. Himmler lui-même lui rendit visite à Białystok le 30 juin 1941 et déclara qu'il fallait davantage de forces dans la région, car la poursuite massive après la fuite de l'Armée rouge en fuite laissa un vide sécuritaire. Le 3 juillet, le gouvernement général, dirigé par le SS-Hauptsturmführer Wolfgang Birkner, ancien combattant de l'Einsatzgruppe IV pendant la campagne de Pologne, place dans la ville une formation supplémentaire de la Schutzpolizei. L'unité de secours, appelée kommando Bialystok, été envoyée par le SS-Obersturmbannfuhrer Eberhard Schöngarth sur ordre de l'office central de la sécurité du Reich, en raison de rapports faisant état d'activités de guérilla soviétique dans la région, les Juifs étant évidemment immédiatement soupçonnés de les aider. Le 10 juillet 1941, l'Einsatzgruppe de Schaper fut subdivisé en dizaines de petits Einsatzkommandos de plusieurs à plusieurs dizaines de personnes ayant pour mission de tuer des juifs, des communistes présumés et les collaborateurs du NKVD soviétique dans les territoires capturés, souvent loin derrière le front allemand. L'ensemble de l' Einsatzgruppe a eu recours à la même méthode systématique de massacres en masse dans de nombreux villages et villes polonaises situés à proximité de Białystok. Le périple meurtrier de Schaper au sud-est de la province de Prusse-Orientale est assez bien documenté et inclut Wizna (fin juin), Wąsosz (5 juillet), Radziłów (7 juillet), Jedwabne (10 juillet), Łomża (début août), Tykocin (22). - 25 août), Rutki (4 septembre), Piątnica, Zambrów ainsi que d’autres lieux. En ce qui concerne le massacre de Jedwabne et le pogrom de Radziłów, l’Einsatzgruppe de Schaper n'intervient pas directement, mais incite les villageois à massacrer eux-mêmes les Juifs. Une directive récente du RSHA, rédigée par Reinhard Heydrich le du 29 juin 1941, soit quelques jours avant les pogroms, édictait que dans la mesure du possible, les forces d'occupations se devaient de s'appuyer sur l'antisémitisme des populations locales.

## Procès d'après-guerre
Au début des années 1960, le Centre judiciaire allemand pour la poursuite des crimes nazis à Ludwigsburg enquêta sur les crimes de guerre commis par Schaper. Il a été interrogé par un procureur fédéral allemand sur la base d’une liste de questions, préliminaires à une enquête sur les crimes de Jedwabne et Radziłów. Le procureur de la Direction générale de la Commission pour la poursuite des crimes contre la nation polonaise de Bialystok, Radoslaw Ignatiev, était également présent à l’audience. Selon le communiqué de l’Institut de la mémoire nationale (IPN, institution gouvernementale polonaise), en réponse aux questions, Hermann Schaper, a déclaré : « durant l’été 1941, je commandais le détachement de la Gestapo composé de 10 à 15 personnes se déplaçant en véhicule particulier ou à motocyclette ; j’ajoute que le commando n’avait pas de camions ». Schaper a nié avoir porté à l’époque l’uniforme noir et la casquette à tête de mort ainsi qu’avoir donné des ordres à ses subordonnés sur le marché de Tykocin, comme l’on décrit Chaja Finkelstein et Izchak Feler, deux témoins israéliens survivants,. L'historien Krzysztof Persak, qui a mené l'enquête officielle de l'IPN sur ces évenements, considère cependant que les pogroms de Jedwabne et de Radziłów ont été perpétrés par les villageois polonais, mais sous les encouragements de Schaper, qui n'y a pas participé directement mais leur a donné l'« inspiration criminelle ».
Répondant à une autre question, Schaper a déclaré que son supérieur se nommait Pulme. Il s’est rappelé aussi le nom de Baumann, l’un des officiers de la Gestapo, avec qui il a servi en 1941. Interrogé pour savoir si son commando au-delà de la traque des agents et la recherche de documents avait également d’autres tâches, il a répondu : « nous n’avions pas d’autres responsabilités ». Sur la question de savoir ce qu’il savait des assassinats en masse des Juifs en juin – septembre 1941 dans la région de Łomża, il a déclaré « qu’il y a eu des actions sauvages des populations locales et de certaines unités », rajoutant « qu’il ignore de quelles unités il s’agit »,.
L’interrogé a soumis au procureur un certain nombre de certificats, parmi lesquels un certificat médical attestant l’incapacité de témoigner. L’audience a été interrompue, le médecin déclarant que sa poursuite pourrait déclencher une crise cardiaque ou un AVC,.
L’existence du Commando Schaper et sa relation avec l’extermination des Juifs du district de Łomża été confirmée par la découverte dans les archives de l’Allemand Ph. D. Edmund Dmitrov, directeur du Bureau de l’éducation publique de l’IPN à Bialystok. Schaper a été vu 7 juillet 1941 dans Radziłów ; il a été reconnu sur des photos par Chaya Finkelstein. Il a également été remarqué à la fin août, lors de l’extermination des Juifs de Tykocin, comme en témoigne Izchak Fehler. Les deux témoins israéliens ont déclaré que « Schaper leur a donné l’impression d’être le meneur de l’extermination des Juifs »,.
La procédure pénale contre le commandant Schaper de l’Einsatzkomando Zichenau-Schrötersburg a été interrompue le 2 septembre 1965 en Allemagne pour manque de preuves,.
Le dossier de Schaper a été rouvert en 1974. En 1976, un tribunal allemand de Giessen (Hessen) a déclaré Schaper coupable d’exécutions de Polonais et de Juifs par le SS Kommando Zichenau-Schroettersburg. Schaper a été condamné à six ans d'emprisonnement mais a rapidement été libéré pour des raisons médicales,. Il est mort de vieillesse à l'âge de 90 ans. Selon une déclaration du parquet allemand collaborant avec l'IPN polonais, la documentation de son procès n'est plus disponible et a probablement été détruite après la clôture de l'affaire.